# Fareed Zakaria
Fareed Rafiq Zakaria (Mumbai, Mahárástra, India, 1964. január 20. -) indiai születésű, amerikai újságíró, szerkesztő. A CNN hírcsatornán futó Fareed Zakaria GPS műsor házigazdája és a Washington Post hetente megjelenő rovatának írója. A Newsweek magazin rovatvezetőjeként is tevékenykedett, majd később a Newsweek International szerkesztője és a Time magazin főszerkesztője lett. Öt könyvnek a szerzője, melyből három nemzetközi bestseller.

## Fiatalkora
Zakaria Indiában Mumbaiban, Mahárástra államban, muszlim vallású családba született. Édesapja, Rafiq Zakaria politikai kapcsolatban állt az Indiai Nemzeti Kongresszus párttal. Édesanyja, Fatima Zakaria a Sunday Times of India szerkesztője volt egy rövid ideig.
Zakaria a Cathedral és a John Connon iskola diákja volt Mumbaiban. A Yale Egyetemen szerzett diplomát, ahol a Yale politikai Unió elnöke és a Yale Political Monthly magazin főszerkesztője volt. Később doktori címet szerzett a Harvard Egyetemen politikai filozófiából.

## Karrier
Miután az American foreign policy projekt kutatási irányítását befejezte a Harvard Egyetemen, 1992-ben a Foreign Affairs felelős szerkesztője lett, mindössze 28 évesen. Zakaria tanácsára újragondolták a folyóiratot, negyedév helyett kéthavonta jelentették meg. A Kolumbiai Egyetemen szemináriumot tartott nemzetközi kapcsolatokból. 2000 októberében kinevezték a Newsweek International szerkesztőjévé, és a hetente megjelenő Newsweek rovatvezetője lett. 2010 augusztusában bejelentették távozását a Newsweek folyóirattól a Time magazinhoz. Napjainkban a Washington Post és az Atlantic Media csoporttal dolgozik együtt.Számos témámban jelentette meg cikkeit a New York Times, a Wall Street Journal, The New Yorker, The New Republic és egy rövid ideig a Slate web magazin.
Zakaria a szerzője a From Wealth to Power: The Unusual Origins of America's World Role (1998, Princeton), The Future of Freedom (2003, Norton), The Post-American World (2008) és az In Defense of a Liberal Education (2015, Norton) című könyveknek. Ezenfelül társszerzője volt a The American Encounter: The United States and the Making of the Modern World című műnek. AZ utolsó két könyve New York Times bestseller lett, továbbá több mint 25 nyelvre fordították le. 2011-ben a The Post- American World című művét aktualizálta és kibővítette.
Fareed Zakaria az ABC amerikai csatorna, This Week with George Stephanopoulos műsorának hír elemzője volt 2002-2007 között, ahol a Sunday Morning Roundtable tagja is volt. Házigazdája volt a hetente megjelenő TV show-nak, Foreign Exchange with Fareed Zakaria (2005-2008). 2008 júniusában elindult a CNN csatornán saját műsora, Fareed Zakaria GPS. Hetente kétszer közvetítették az Egyesült Amerikai Államokban, míg hetente négyszer közvetítette az adásokat a CNN International.
2013-ban az HBO csatorna Vice című műsorának egyik producere lett.

## Politikai nézetei
Zakaria magát centralistaként határozza meg, politikai gondolkodásában. George Stephanopoulos 2003-ban azt nyilatkozta róla, hogy Zakaria annyira tapasztalt a politika világában, hogy egyik politikai nézetbe se lehet besorolni. Akárhányszor kérdéssel fordul hozzá mindig meglepetésszerű a válasza. 2008 februárjában kiadott cikkében arról írt, hogy az 1970-es és 1980-as években a konzervativizmus erőteljesen megnőtt, mivel a kor problémáira ez a politikai irányzat javasolt alkalmas megoldásokat. Azonban kiemelve, hogy az új világ új gondolkodásmódot igényel.
2009 januárjában a Forbes magazin a 25 legbefolyásosabb liberális ember közé választotta, akik az amerikai médiában tevékenykednek.
Zakaria kijelentette, hogy egyik ideológiához sem ragaszkodik, a munkája részeként tekint rájuk.
2003-ban az egykori amerikai külügyminiszter Henry Kissinger nyilatkozta a New York magazinnak, miszerint Zakaria egy kiváló elme, aki szeret ellenmenni a megszokott gondolkodásnak.
A szabadság védelmét a nyugati államoknál évtizedek óta megelőzi a választások során a törvény szabálya, ami illiberális demokráciához vezethet.
2006-ban kritizálta és aggodalmát fejezte ki az amerikai célkitűzésekkel szemben, mint például a terrorizmus leküzdésével, a bevándorlással és a drogcsempészettel kapcsolatos törvényekkel.
A szeptember 11-i terrortámadás után a Newsweek folyóiratban megjelentetett tanulmányában azt bizonyítja, hogy a szélsőséges iszlamista csoportok alapjában nem az iszlám vallásból erednek. A probléma forrása a politikai, társadalmi és gazdasági stagnálásban keresendő egyes arab társadalmaknál, ami szélsőséges irányzatú ellenzéket nevelt fel. Zakaria egy közép-generációs törekvés előteremtéséért is érvelt, ami a nyitottabbá és dinamikusabbá tenné az arab országokat, így ezáltal segítené az iszlám vallás belépését a modern világba.
A 2003-as iraki támadást kezdetben támogatta, ahogy az iraki kormány megtisztítását a Baasz Párt tagjaitól. Egy működőképes demokrácia kiépítése Irakban, új modellt jelenthetett volna az arab politikában, viszont a térség megszállása sokkal költségesebb volt mint az ebből eredő hasznok.
Ellenezte 2007-ben Irak megrohamozását, ami végül katonailag sikeres művelet volt, azonban semmilyen politikai megállapodás nem született belőle.
Irak megosztott maradt és ugyanúgy elnyomva maradt az egység, a hagyomány és a demokrácia kérdése.

## Elismerései
Fareed Zakaria öt alkalommal lett jelölve a National Magazine díjra, amit egy alkalommal el is nyert. Műsora Peabody díjat nyert és több alkalommal is jelölték Emmy-díjra.
Tiszteletbeli tagjává választotta a Harvard Egyetem, a Brown Egyetem, a Duke Egyetem, a Johns Hopkins Egyetem és többek között az Oklahomai Egyetem is.
2010 januárjában megkapta a Padma Bhushan díjat az indiai kormánytól, az újságírás területén végzett munkájáért és hozzájárulásáért.

## Konfliktus
2012 augusztusában Zakaria-t felfüggesztette egy hétre a CNN és a Time magazin és vizsgálatot indított ellene plágium vádjával. Zakaria fegyverkorlátozásról szóló cikke és Jill Lepore New Yorker magazinban megjelent cikkében sok hasonlóságot találtak. Nyilatkozatában elnézést kért és belátta, hogy rettenetes hibát vétett.

## Művei magyarul
- A posztamerikai világ; ford. Szigeti Judit Eszter; Gondolat, Bp., 2009 (Demos könyvek)